# Sebastian Kehl
Sebastian Kehl (Fulda, 13 febbraio 1980) è un dirigente sportivo ed ex calciatore tedesco, di ruolo centrocampista, direttore sportivo del Borussia Dortmund.

## Carriera

### Club

#### Hannover 96 e Friburgo
Dopo gli esordi nell'Hannover 96 (due stagioni in 2. Bundesliga), passa ai bianconeri del Friburgo (una stagione e mezza).

#### Borussia Dortmund
Nel gennaio 2002 viene acquistato dal Borussia Dortmund, con il quale vince quel campionato (2001-2002). Così il giovane Sebastian ha la possibilità di maturare in un grande club, e di diventare una colonna portante del reparto arretrato dei giallo-neri della Ruhr. Alla sua prima stagione (2001-2002) mette a segno un gol di testa. Dopo grandi giocate, gol stupendi ed assist perfetti diventa capitano nel 2008. Con la fiducia di Jürgen Klopp e della società prende in mano le redini della squadra portandola alla vittoria di due campionati tedeschi, una coppa tedesca e due supercoppe di Germania. Riesce anche a portare la sua squadra alla finale di Champions League persa poi 2-1 contro il Fußball-Club Bayern München. Resta capitano della squadra giallonera fino alla fine della stagione 2013-2014 lasciando poi la fascia al suo compagno di squadra Mats Hummels.
Inizia la stagione 2013-2014 vincendo la Supercoppa di Germania ai danni del Bayern Monaco per 4-2. Il 21 dicembre 2013 regala un assist a Marco Reus nella gara persa in casa per 1-2 contro l'Hertha Berlino. Nel Marzo 2014 mette a segno uno stupendo gol al Sport-Club Freiburg.
Nella stagione 2014-2015, il 7 aprile segna il goal che vale il 3-2 contro il 1899 Hoffenheim (nei tempi supplementari) e permette alla sua squadra di accedere alle semifinali di Coppa di Germania.
Il 19 maggio 2015 annuncia il suo ritiro dal calcio giocato.

### Nazionale
Arrivano anche le prime convocazioni in nazionale e la partecipazione di Sebastian agli Europei del 2004 in Portogallo (Germania eliminata subito) e ai Mondiali del 2006 in Germania (padroni di casa giunti terzi).

### Dopo il ritiro
Il 28 giugno 2021 viene nominato nuovo direttore sportivo del Borussia Dortmund a partire dalla stagione 2022-2023, dove prenderà il posto di Michael Zorc.

## Statistiche

### Presenze e reti nei club
Statistiche aggiornate al 6 agosto 2015 .
| Stagione                 | Squadra                  | Campionato               | Campionato | Campionato | Coppe nazionali | Coppe nazionali | Coppe nazionali | Coppe continentali | Coppe continentali | Coppe continentali | Altre coppe | Altre coppe | Altre coppe | Totale | Totale |
| Stagione                 | Squadra                  | Comp                     | Pres       | Reti       | Comp            | Pres            | Reti            | Comp               | Pres               | Reti               | Comp        | Pres        | Reti        | Pres   | Reti   |
| ------------------------ | ------------------------ | ------------------------ | ---------- | ---------- | --------------- | --------------- | --------------- | ------------------ | ------------------ | ------------------ | ----------- | ----------- | ----------- | ------ | ------ |
| 1998-1999                | Hannover 96              | BL                       | 8          | 1          | CG              | 1               | 0               | -                  | -                  | -                  | -           | -           | -           | 9      | 1      |
| 1999-2000                | Hannover 96              | BL                       | 24         | 1          | CG              | 2               | 0               | -                  | -                  | -                  | -           | -           | -           | 26     | 1      |
| Totale Hannover 96       | Totale Hannover 96       | Totale Hannover 96       | 32         | 2          |                 | 3               | 0               |                    | -                  | -                  |             | -           | -           | 35     | 2      |
| 2000-2001                | Friburgo                 | BL                       | 25         | 2          | CG              | 2               | 2               | -                  | -                  | -                  | -           | -           | -           | 27     | 4      |
| 2001-gen. 2002           | Friburgo                 | BL                       | 15         | 2          | CG              | 2               | 0               | CU                 | 5                  | 2                  | CdL         | 1           | 0           | 23     | 4      |
| Totale Friburgo          | Totale Friburgo          | Totale Friburgo          | 40         | 4          |                 | 4               | 2               |                    | 5                  | 2                  |             | 1           | 0           | 50     | 8      |
| gen.-giu. 2002           | Borussia Dortmund        | BL                       | 15         | 1          | CG              | -               | -               | -                  | -                  | -                  | -           | -           | -           | 15     | 1      |
| 2002-2003                | Borussia Dortmund        | BL                       | 28         | 0          | CG              | 2               | 0               | UCL                | 12                 | 0                  | CdL         | 1           | 0           | 43     | 0      |
| 2003-2004                | Borussia Dortmund        | BL                       | 23         | 1          | CG              | 1               | 0               | UCL+CU             | 1+4                | 0                  | CdL         | 3           | 0           | 32     | 1      |
| 2004-2005                | Borussia Dortmund        | BL                       | 32         | 4          | CG              | 3               | 0               | -                  | -                  | -                  | -           | -           | -           | 35     | 4      |
| 2005-2006                | Borussia Dortmund        | BL                       | 29         | 1          | CG              | 1               | 0               | -                  | -                  | -                  | -           | -           | -           | 30     | 1      |
| 2006-2007                | Borussia Dortmund        | BL                       | 6          | 0          | CG              | 0               | 0               | -                  | -                  | -                  | -           | -           | -           | 6      | 0      |
| 2007-2008                | Borussia Dortmund        | BL                       | 14         | 3          | CG              | 5               | 0               | -                  | -                  | -                  | -           | -           | -           | 19     | 3      |
| 2008-2009                | Borussia Dortmund        | BL                       | 28         | 5          | CG              | 2               | 0               | CU                 | 2                  | 0                  | -           | -           | -           | 32     | 5      |
| 2009-2010                | Borussia Dortmund        | BL                       | 6          | 1          | CG              | 0               | 0               | -                  | -                  | -                  | -           | -           | -           | 6      | 1      |
| 2010-2011                | Borussia Dortmund        | BL                       | 6          | 0          | CG              | 1               | 0               | UEL                | 2                  | 0                  | -           | -           | -           | 9      | 0      |
| 2011-2012                | Borussia Dortmund        | BL                       | 27         | 3          | CG              | 6               | 0               | UCL                | 5                  | 0                  | SG          | 1           | 0           | 39     | 3      |
| 2012-2013                | Borussia Dortmund        | BL                       | 22         | 0          | CG              | 3               | 0               | UCL                | 9                  | 0                  | SG          | 0           | 0           | 34     | 0      |
| 2013-2014                | Borussia Dortmund        | BL                       | 17         | 1          | CG              | 4               | 0               | UCL                | 5                  | 1                  | SG          | 1           | 0           | 27     | 2      |
| 2014-2015                | Borussia Dortmund        | BL                       | 24         | 0          | CG              | 6               | 1               | UCL                | 4                  | 0                  | SG          | 1           | 0           | 35     | 1      |
| Totale Borussia Dortmund | Totale Borussia Dortmund | Totale Borussia Dortmund | 277        | 20         |                 | 34              | 1               |                    | 42                 | 1                  |             | 7           | 0           | 360    | 22     |
| Totale carriera          | Totale carriera          | Totale carriera          | 349        | 26         |                 | 41              | 3               |                    | 47                 | 3                  |             | 8           | 0           | 445    | 32     |

### Cronologia presenze e reti in nazionale
| Cronologia completa delle presenze e delle reti in nazionale ― Germania | Cronologia completa delle presenze e delle reti in nazionale ― Germania | Cronologia completa delle presenze e delle reti in nazionale ― Germania | Cronologia completa delle presenze e delle reti in nazionale ― Germania | Cronologia completa delle presenze e delle reti in nazionale ― Germania | Cronologia completa delle presenze e delle reti in nazionale ― Germania | Cronologia completa delle presenze e delle reti in nazionale ― Germania | Cronologia completa delle presenze e delle reti in nazionale ― Germania |
| Data                                                                    | Città                                                                   | In casa                                                                 | Risultato                                                               | Ospiti                                                                  | Competizione                                                            | Reti                                                                    | Note                                                                    |
| ----------------------------------------------------------------------- | ----------------------------------------------------------------------- | ----------------------------------------------------------------------- | ----------------------------------------------------------------------- | ----------------------------------------------------------------------- | ----------------------------------------------------------------------- | ----------------------------------------------------------------------- | ----------------------------------------------------------------------- |
| 29-5-2001                                                               | Brema                                                                   | Germania                                                                | 2 – 0                                                                   | Slovacchia                                                              | Amichevole                                                              | -                                                                       | 46’                                                                     |
| 15-8-2001                                                               | Budapest                                                                | Ungheria                                                                | 2 – 5                                                                   | Germania                                                                | Amichevole                                                              | 1                                                                       |                                                                         |
| 1-9-2001                                                                | Monaco di Baviera                                                       | Germania                                                                | 1 – 5                                                                   | Inghilterra                                                             | Qual. Mondiali 2002                                                     | -                                                                       | 78’                                                                     |
| 13-2-2002                                                               | Kaiserslautern                                                          | Germania                                                                | 7 – 1                                                                   | Israele                                                                 | Amichevole                                                              | -                                                                       |                                                                         |
| 17-4-2002                                                               | Stoccarda                                                               | Germania                                                                | 0 – 1                                                                   | Argentina                                                               | Amichevole                                                              | -                                                                       | 77’                                                                     |
| 9-5-2002                                                                | Friburgo                                                                | Germania                                                                | 7 – 0                                                                   | Kuwait                                                                  | Amichevole                                                              | 1                                                                       | 66’                                                                     |
| 14-5-2002                                                               | Cardiff                                                                 | Galles                                                                  | 1 – 0                                                                   | Germania                                                                | Amichevole                                                              | -                                                                       | 73’                                                                     |
| 18-5-2002                                                               | Leverkusen                                                              | Germania                                                                | 6 – 2                                                                   | Austria                                                                 | Amichevole                                                              | -                                                                       | 21’                                                                     |
| 15-6-2002                                                               | Seogwipo                                                                | Germania                                                                | 1 – 0                                                                   | Paraguay                                                                | Mondiali 2002 - Ottavi di finale                                        | -                                                                       | 46’                                                                     |
| 21-6-2002                                                               | Ulsan                                                                   | Germania                                                                | 1 – 0                                                                   | Stati Uniti                                                             | Mondiali 2002 - Quarti di finale                                        | -                                                                       | 66’                                                                     |
| 21-8-2002                                                               | Sofia                                                                   | Bulgaria                                                                | 2 – 2                                                                   | Germania                                                                | Amichevole                                                              | -                                                                       | 46’                                                                     |
| 11-10-2002                                                              | Sarajevo                                                                | Bosnia ed Erzegovina                                                    | 1 – 1                                                                   | Germania                                                                | Amichevole                                                              | -                                                                       |                                                                         |
| 16-10-2002                                                              | Hannover                                                                | Germania                                                                | 2 – 1                                                                   | Fær Øer                                                                 | Qual. Euro 2004                                                         | -                                                                       | 87’                                                                     |
| 20-11-2002                                                              | Gelsenkirchen                                                           | Germania                                                                | 1 – 3                                                                   | Paesi Bassi                                                             | Amichevole                                                              | -                                                                       | 46’                                                                     |
| 30-4-2003                                                               | Brema                                                                   | Germania                                                                | 1 – 0                                                                   | Serbia e Montenegro                                                     | Amichevole                                                              | 1                                                                       |                                                                         |
| 1-6-2003                                                                | Wolfsburg                                                               | Germania                                                                | 4 – 1                                                                   | Canada                                                                  | Amichevole                                                              | -                                                                       |                                                                         |
| 7-6-2003                                                                | Glasgow                                                                 | Scozia                                                                  | 1 – 1                                                                   | Germania                                                                | Qual. Euro 2004                                                         | -                                                                       | 86’                                                                     |
| 11-6-2003                                                               | Tórshavn                                                                | Fær Øer                                                                 | 0 – 2                                                                   | Germania                                                                | Qual. Euro 2004                                                         | -                                                                       |                                                                         |
| 20-8-2003                                                               | Stoccarda                                                               | Germania                                                                | 0 – 1                                                                   | Italia                                                                  | Amichevole                                                              | -                                                                       | 46’                                                                     |
| 6-9-2003                                                                | Reykjavík                                                               | Islanda                                                                 | 0 – 0                                                                   | Germania                                                                | Qual. Euro 2004                                                         | -                                                                       | 28’                                                                     |
| 10-9-2003                                                               | Dortmund                                                                | Germania                                                                | 2 – 1                                                                   | Scozia                                                                  | Qual. Euro 2004                                                         | -                                                                       | 81’                                                                     |
| 28-4-2004                                                               | Bucarest                                                                | Romania                                                                 | 5 – 1                                                                   | Germania                                                                | Amichevole                                                              | -                                                                       | 77’                                                                     |
| 27-5-2004                                                               | Friburgo                                                                | Germania                                                                | 7 – 0                                                                   | Malta                                                                   | Amichevole                                                              | -                                                                       | 62’                                                                     |
| 2-6-2004                                                                | Basilea                                                                 | Svizzera                                                                | 0 – 2                                                                   | Germania                                                                | Amichevole                                                              | -                                                                       | 87’                                                                     |
| 22-3-2006                                                               | Dortmund                                                                | Germania                                                                | 4 – 1                                                                   | Stati Uniti                                                             | Amichevole                                                              | -                                                                       | 83’                                                                     |
| 27-5-2006                                                               | Friburgo                                                                | Germania                                                                | 7 – 0                                                                   | Lussemburgo                                                             | Amichevole                                                              | -                                                                       | 46’                                                                     |
| 2-6-2006                                                                | Mönchengladbach                                                         | Germania                                                                | 3 – 0                                                                   | Colombia                                                                | Amichevole                                                              | -                                                                       | 70’                                                                     |
| 9-6-2006                                                                | Monaco di Baviera                                                       | Germania                                                                | 4 – 2                                                                   | Costa Rica                                                              | Mondiali 2006 - 1º turno                                                | -                                                                       | 72’                                                                     |
| 24-6-2006                                                               | Monaco di Baviera                                                       | Germania                                                                | 2 – 0                                                                   | Svezia                                                                  | Mondiali 2006 - Ottavi di finale                                        | -                                                                       | 85’                                                                     |
| 4-7-2006                                                                | Dortmund                                                                | Germania                                                                | 0 – 2 dts                                                               | Italia                                                                  | Mondiali 2006 - Semifinale                                              | -                                                                       |                                                                         |
| 8-7-2006                                                                | Stoccarda                                                               | Germania                                                                | 3 – 1                                                                   | Portogallo                                                              | Mondiali 2006 - Finale 3º posto                                         | -                                                                       |                                                                         |
| Totale                                                                  |                                                                         | Presenze                                                                | 31                                                                      |                                                                         | Reti                                                                    | 3                                                                       |                                                                         |

## Palmarès

### Club

#### Competizioni nazionali
- Campionato tedesco: 3

Borussia Dortmund: 2001-2002, 2010-2011, 2011-2012
- DBF-Supercup: 1

2008 (non ufficiale)
- Coppa di Germania: 1

Borussia Dortmund: 2011-2012
- Supercoppa di Germania: 2

Borussia Dortmund: 2013, 2014